# オリンパス μ-30 DIGITAL
オリンパス μ-30 DIGITAL（おりんぱす みゅー 30 でじたる）とは、オリンパス光学工業のデジタルスチルカメラ、μシリーズの一機種である。
コンパクトサイズで防水設計になっている。対応メディアはxDピクチャーカード。

## 仕様
- 形式 ： デジタルカメラ
- 記録方式（静止画） ： JPEG（DCF準拠）、Exif 2.2対応、DPOF対応、PRINT Image Matching Ⅱ対応
- 記録方式（動画） ： QuickTime Motion JPEG 準拠
- 記録媒体 ： xDピクチャーカード（16-512MB）
- 有効画素数 ： 400万画素
- 最大画像サイズ ：2272×1704(px）
- 液晶 ：1.5型TFTカラー液晶
- 本体重量 ：159g